# Équipe de Roumanie espoirs de football
Maillots
L'équipe de Roumanie espoirs de football est constituée par une sélection des meilleurs joueurs roumains de moins de 23 ans sous l'égide de la Fédération de Roumanie de football. L'âge limite pour jouer en espoirs est de 21 ans à la date du début des phases éliminatoires d'un championnat d'Europe.
Depuis 2023, le sélectionneur est Daniel Pancu.
Le meilleur résultat obtenu par l'équipe de Roumanie espoirs est la qualification pour l'Euro espoirs 1998. Sous la direction de Victor Pițurcă et avec une génération de joueurs comprenant entre autres Bogdan Lobonț, Florentin Petre, Ionel Dănciulescu et Cătălin Munteanu, elle a terminé la phase de qualification avec le maximum de points après avoir remporté les huit matchs. La Roumanie a ensuite été choisie pour accueillir la dernière étape. L'équipe a été éliminée en quart de finale, battue par les Pays-Bas, 2-1.
La Roumanie espoirs s'est à nouveau qualifiée pour l'Euro espoirs 2019, après avoir dominé un groupe comprenant le Portugal, la Bosnie-Herzégovine, le Pays de Galles, la Suisse et le Liechtenstein. Ils se sont qualifiés pour la phase finale en battant le Liechtenstein, 4-0, le 16 octobre 2018.

## Histoire

### Championnat d'Europe de football espoirs
| - 1978 : Non qualifié - 1980 : Non qualifié - 1982 : Non qualifié - 1984 : Non qualifié - 1986 : Non qualifié - 1988 : Non qualifié - 1990 : Non qualifié - 1992 : Non qualifié | - 1994 : Non qualifié - 1996 : Non qualifié - 1998 : Quart de finale - 2000 : Non qualifié - 2002 : Non qualifié - 2004 : Non qualifié - 2006 : Non qualifié - 2007 : Non qualifié | - 2009 : Non qualifié - 2011 : Non qualifié - 2013 : Non qualifié - 2015 : Non qualifié - 2017 : Non qualifié - 2019 : Demi-finale - 2021 : Phase de groupe - 2023 : Phase de groupe - 2025 : Phase de groupe |

## Équipe actuelle
Les joueurs suivants ont été appelés pour disputer le Championnat d'Europe de football espoirs 2025, qui se tiendra en juin 2025.
Les statistiques (sélections et buts) sont à jour au 17 juin 2025, après le match contre la Slovaquie espoirs.